# Josh Ravin
Josh Ravin (né le 21 janvier 1988 à West Hills, Californie, États-Unis) est un lanceur de relève droitier des Dodgers de Los Angeles de la Ligue majeure de baseball.

## Carrière
Josh Ravin est repêché au 5e tour de sélection par les Reds de Cincinnati en 2006. Il joue 8 saisons de ligues mineures avec des clubs affiliés aux Reds, de 2006 à 2013, plafonnant au niveau Triple-A, où il gradue à sa dernière année. Il est réclamé au ballottage le 19 septembre 2013 par les Brewers de Milwaukee mais ceux-ci le libèrent de son contrat un mois plus tard sans l'avoir utilisé ni dans les mineures, ni dans les majeures.
Ravin est mis sous contrat par les Dodgers de Los Angeles et, après une saison 2014 dans les ligues mineurs, fait ses débuts avec eux dans le baseball majeur le 2 juin 2015, lorsqu'il entre en jeu comme lanceur de relève face aux Rockies du Colorado. Il n'affronte qu'un seul frappeur (D. J. LeMahieu), qu'il retire sur des prises, mais c'est suffisant pour lui valoir sa première victoire dans le gain de 9-8 des Dodgers.